# Ширяева, Ольга Константиновна
О́льга Константи́новна Ширя́ева (1911 год, Киев — 2000, Москва) — художник, график, архитектор. Мастер гротескного портрета и политической карикатуры. Член союза архитекторов СССР.
Яркий представитель советского андеграунда 1970-х −80-х. В течение 1970—1990-х годов Ольга Ширяева создала более двухсот образов современных знаменитостей — писателей, композиторов, актёров, политиков, общественных деятелей и др. Одна из первых в СССР, кто стал изображать «звезд» в пестрой цветовой гамме, характерной для «поп-арта» (портреты А. Фадеева, Ч. Айтматова, М. Горбачева, Л. Брежнева, И. Сталина и др.)
Персональные выставки проходили в Доме архитекторов, Доме учёных, Центральном доме художников на Крымском валу. Член союза архитекторов СССР (1940).
Заслуженный строитель Кабардино-Балкарской АССР (1970).
Проектировала курорты, институты, стадионы и др. Автор интерьеров ресторана «Арагви» в Москве, театра им. А. Навои в Ташкенте, концертного зала им. П. И. Чайковского В Москве и.т.д. Работы Ольги Ширяевой. находятся в Барнаульском художественном музее, а также в частных коллекциях, как русских, так и зарубежных.

## Биография
Родилась 30 октября 1911 года в Киеве. В 1929 г. поступила во ВХУТЕИН (бывш. ВХУТЕМАС), но через два года перевелась в Архитектурно-Строительный институт, который и закончила в 1935 г. Работала архитектором в системе Курортстроя.
В 1945 г. арестована по обвинению в антисоветских высказываниях и приговорена к пяти годам лагерей. Освобождена досрочно в июне 1949 г.
Член союза архитекторов (исключена в 1945-м, восстановлена в 1956-м.)

## Семья
Муж — Михаил Басов, выпускник Архитектурно-строительного института, впоследствии сотрудник НКВД.

## Интересные факты
Во время войны, в эвакуации, Ольга Константиновна Ширяева познакомилась с полковником чешской армии Людвигом Свободой, будущим министром обороны и президентом Чехословакии (1968—1975) и поддерживала с ним отношения.
Уже будучи президентом Чехословакии при посещении СССР Людвиг Свобода пригласил Ольгу Константиновну Ширяеву на дипломатический приём.
В местах заключения (в Сарове) состояла в отношениях с Героем Социалистического труда, физиком, академиком Яковом Борисовичем Зельдовичем. В этих отношениях в 1951 году родилась дочь Анна Яковлевна Ширяева, за эту связь О. К. Ширяева была выслана на поселение в Магадан.